# ラブ・アフェアー (バンド)
ラブ・アフェアー（Love Affair）は、イギリスのロックバンド。

## 来歴
- 1966年
スティーヴ・エリス、モーガン・フィッシャー、イアン・ミラー、ワーウィック・ローズ、モーリス・ベーコンで「ソウル・サヴァイヴァーズ」を結成。モーリスの父親シド・ベーコンがマネジャーとなった。
ミラー、ローズ脱退。ジョージ・マイケル、ミック・ジャクソン加入。既にアメリカに「ソウル・サヴァイヴァーズ」というバンドがいたため、バンド名をで「ラブ・アフェアー」に改名。
- 1967年
デビュー・シングル「She Smiled Sweetly / Satisfaction Guaranteed」録音。
マイケル脱退。レックス・ブレイリー加入。
フィッシャーが進学のためバンド脱退。キーボードがフィッシャーからピーター・バーデンス、そしてリントン・ゲストへと交代。
シングル「Everlasting Love / Gone Are The Songs Of Yesterday」や1stアルバム『エヴァーラスティング・ラヴ・アフェアー』の録音を開始。
- 1968年
フィッシャー復帰。1枚目のアルバム『エヴァーラスティング・ラヴ・アフェアー』を録音。
- 1969年
エリスがソロ活動を行うためバンドを脱退。
- 1970年
元エラスティック・バンドのガス・イードン加入。2枚目のアルバム『New Day』録音。
ブレイリー、ジャクソン脱退。ユーナン・ブラディー、ボブ・サプセッド加入。
- 1971年
ブラディーが解雇され、その後、ギターがベニー・ホランド→ジョン・ウォッチマンに交代。
フィッシャー、サプセッド、モーリス・ベーコン脱退、モーガンを結成。
残ったイードン、ウォッチマンは、エラスティック・バンドの同僚シーン・ジェンキンス、ポール・マルティネスと「コルト」を結成。レコード会社はフィッシャーの新バンドのモーガンが「ラブ・アフェアー」と呼ばれるのを良しとせず、契約を理由に「コルト」を改名して「ラブ・アフェアー」とした。
マルティネス脱退、その後ベースがロビン・ロッジ→レイ・オールドに交代、ツアーを行う。
- 1972年
ツアー終了後に解散。
シングル「Let Me Dance」（フィリップ・グッドハンド・テイトの曲）を録音するために再結成。マネージメントはシド・ベーコン。メンバーはボブ・イングランド、ディック・スカーフ、ジョン・クック、ビル・ギバード、デイヴ・ポッツ。
- 1973年
解散。
- 1974年
シド・ベーコン死亡。モーリス・ベーコンがマネージメントを引き継いだ。彼はバンドのツアーにうんざりしていたので、既成のバンド、ジョ・ジョ・ガンに「ラブ・アフェアー」としてギグをさせるようプロモーターのバリー・コリングスに働きかけ、バンドのマネージャーとなった。
- 1975年
解散。
- 1976年
モーリス・ベーコンとバリー・コリングスは新しい「ラブ・アフェアー」を立ち上げた。
メンバーはマーティン・リヨン、ボブ・バナシアク、イアン・ヘンダーソン、クリス・ノース。
- 1977年
イングリッシュ・アサシンのメンバーが合流。この時期都合の良いメンバーがツアー、レコーディングに参加していた。
- 1979年-1980年
リヨン、バナシアク、フィル・ミッチェル、ノースで、アルバム『Just One Drink』録音。
- 1982年-1983年
リヨン、ラッフェル、イアン・ギボンズ、ミッチェル、ノースで、コンピレーション・アルバム『The New Recordings』『Greatest Hits』のための再録音源を録音。
- 1999年
フィッシャー、ジャクソン、ベーコンで「It's A Love Affair」録音。
- 2006年
ベーコンがバンドに再加入。
- 2007年
ラッフェル脱退。テッド・トムリンが代わりにギグをこなした。
- 2008年
リヨン脱退。マーク・サリヴァン加入。2月のギグ以降はジョニー・ワーマンをボーカルに迎えている。
- 2009年
新ボーカリストとしてロブ・ムーアが加入。

## 特徴

### 音楽性
エリス在籍時の1枚目のアルバムは「Hush」「Tobacco Road」「The Tree」の様なハードな曲もあるが、大半はヒットした「Everlasting Love」の様なブリティッシュ・ポップスとなっている。
イードン在籍時の2枚目のアルバムはプログレッシブ・ロック、ジャズ・ロック的要素が加わった。イードンのフルート、モーガンのキーボードが特徴的で、ジェスロ・タルに通じるサウンドとなっている。

### 逸話・その他
1971年までのほとんどのシングルA面曲では、ボーカル以外はオーケストラ＋セッション・ミュージシャン（ベースのハービー・フラワーズ、ドラムのクレム・カッティーニ等）が演奏しており、メンバーはシングルB面、アルバム曲で演奏していた。
1971年夏以降は、契約上、ラブ・アフェアーを名乗っているが、実質別バンドとなっている。

## メンバーと担当楽器

### ソウル・サヴァイヴァーズ (Soul Survivors) 1966年2月-8月
- スティーヴ・エリス (Steve Ellis) - ボーカル
- モーガン・フィッシャー (Morgan Fisher) - オルガン
- イアン・ミラー (Ian Miller) - ギター
- ワーウィック・ローズ (Warwick Rose) - ベース
- モーリス・ベーコン (Maurice Bacon) - ドラム

### 第1期 1966年8月-1967年3月
- スティーヴ・エリス (Steve Ellis) - ボーカル
- モーガン・フィッシャー (Morgan Fisher) - オルガン
- ジョージ・マイケル (Georgie Michael) - ギター
- ミック・ジャクソン (Mick Jackson) - ベース
- モーリス・ベーコン (Maurice Bacon) - ドラム

デビュー･シングル「She Smiled Sweetly / Satisfaction Guaranteed」録音。

### 第2期 1967年3月-8月
- スティーヴ・エリス (Steve Ellis) - ボーカル
- モーガン・フィッシャー (Morgan Fisher) - オルガン
- レックス・ブレイリー (Rex Brayley) - ギター
- ミック・ジャクソン (Mick Jackson) - ベース
- モーリス・ベーコン (Maurice Bacon) - ドラム

### 第3期 1967年8月-9月
- スティーヴ・エリス (Steve Ellis) - ボーカル
- ピーター・バーデンス (Peter Bardens) - オルガン
- レックス・ブレイリー (Rex Brayley) - ギター
- ミック・ジャクソン (Mick Jackson) - ベース
- モーリス・ベーコン (Maurice Bacon) - ドラム

フィッシャーが進学のためバンド脱退。後釜にバーデンスが短期間在籍。バーデンスはこの後キャメルを結成。　

### 第4期 1967年9月-1968年8月
- スティーヴ・エリス (Steve Ellis) - ボーカル
- リントン・ゲスト (Lynton Guest) - オルガン、ピアノ
- レックス・ブレイリー (Rex Brayley) - ギター
- ミック・ジャクソン (Mick Jackson) - ベース
- モーリス・ベーコン (Maurice Bacon) - ドラム

アルバム『エヴァーラスティング・ラヴ・アフェアー』録音。
「Hush」のオルガンはリントン・ゲストである事が判明しているが、シングル曲「Everlasting Love」「Rainbow Valley」を除いたその他の曲のキーボードはモーガン・フィッシャーであると考えられる。

### 第5期 1968年8月-1969年12月
- スティーヴ・エリス (Steve Ellis) - ボーカル
- モーガン・フィッシャー (Morgan Fisher) - オルガン、ピアノ、エレクトリックピアノ
- レックス・ブレイリー (Rex Brayley) - ギター
- ミック・ジャクソン (Mick Jackson) - ベース
- モーリス・ベーコン (Maurice Bacon) - ドラム

フィッシャー復帰。1stアルバム『エヴァーラスティング・ラヴ・アフェアー』録音。

### 第6期 1970年
- ガス・イードン (August "Gus" Eadon) - ボーカル、フルート、ハーモニカ
- モーガン・フィッシャー (Morgan Fisher) - オルガン、ピアノ、エレクトリックピアノ、メロトロン
- レックス・ブレイリー (Rex Brayley) - ギター
- ミック・ジャクソン (Mick Jackson) - ベース
- モーリス・ベーコン (Maurice Bacon) - ドラム

アルバム『New Day』録音。

### 第7期-1 1970年12月
- ガス・イードン (August "Gus" Eadon) - ボーカル、フルート
- モーガン・フィッシャー (Morgan Fisher) - オルガン、ピアノ、エレクトリックピアノ、メロトロン
- ユーナン・ブラディー (Eunan Brady) - ギター
- ボブ・サプセッド (Bob Sapsed) - ベース
- モーリス・ベーコン (Maurice Bacon) - ドラム

ブラディーは数週間で解雇された。

### 第7期-2 1971年
- ガス・イードン (August "Gus" Eadon) - ボーカル、フルート
- モーガン・フィッシャー (Morgan Fisher) - オルガン、ピアノ、エレクトリックピアノ、メロトロン
- ベニー・ホランド (Bernie Holland) - ギター
- ボブ・サプセッド (Bob Sapsed) - ベース
- モーリス・ベーコン (Maurice Bacon) - ドラム

### 第7期-3 1971年4月-夏
- ガス・イードン (August "Gus" Eadon) - ボーカル、フルート
- モーガン・フィッシャー (Morgan Fisher) - オルガン、ピアノ、エレクトリックピアノ、メロトロン
- ジョン・ウォッチマン (John Watchman) - ギター
- ボブ・サプセッド (Bob Sapsed) - ベース
- モーリス・ベーコン (Maurice Bacon) - ドラム

シングル「Help (Get Me Some Help) / Long Way Home」を録音。
ただしA面はイードンのボーカル以外はオーケストラ＋セッション・ミュージシャン（ギターのクリス・スペディング、ベースのハービー・フラワーズ、ドラムのクレム・カッティーニ等）が演奏しており、他メンバーは手拍子、バッキング・ボーカルのみの参加であったと言われている。

### コルト (Colt) → 第8期-1 1971年夏
- ガス・イードン (August "Gus" Eadon) - ボーカル、フルート、アコースティックギター
- ジョン・ウォッチマン (John Watchman) - ギター
- ポール・マルティネス (Paul Martinez) - ベース
- シーン・ジェンキンス (Sean Jenkins) - ドラム

イードン、ウォッチマンは、エラスティック・バンドの同僚シーン・ジェンキンス、ポール・マルティネスとコルトを結成。レコード会社はフィッシャーの新バンド、モーガンがラブ・アフェアーと呼ばれるのを良しとせず、契約を理由にコルトをラブ・アフェアーとした。

### 第8期-2 1971年
- ガス・イードン (August "Gus" Eadon) - ボーカル、フルート、アコースティックギター
- ジョン・ウォッチマン (John Watchman) - ギター
- ロビン・ロッジ (Robin Lodge) - ベース
- シーン・ジェンキンス (Sean Jenkins) - ドラム

### 第8期-3 1971年-1972年9月
- ガス・イードン (August "Gus" Eadon) - ボーカル、フルート、アコースティックギター
- ジョン・ウォッチマン (John Watchman) - ギター
- レイ・オールド (Ray Auld) - ベース
- シーン・ジェンキンス (Sean Jenkins) - ドラム

### 第9期-1 1972年9月
- ボブ・イングランド (Bob England) - ボーカル
- ディック・スカーフ (Dick Scarfe) - ギター
- アラン (Alan) - キーボード
- ビル・ギバード (Bill Gibbard) - ベース
- デイヴ・ポッツ (Dave Potts) - ドラム

### 第9期-2 1972年10月-1973年
- ボブ・イングランド (Bob England) - ボーカル
- ディック・スカーフ (Dick Scarfe) - ギター
- ジョン・クック (John Cook) - キーボード
- ビル・ギバード (Bill Gibbard) - ベース
- デイヴ・ポッツ (Dave Potts) - ドラム

シングル「Let Me Dance / Love's Looking At You」録音。

### ジョ・ジョ・ガン (Jo Jo Gunne) → 第10期 1974年-1975年
- ミック・ホウィーラー (Mick Wheeler) - ボーカル
- ジョージ・ウィリアムズ (George Williams) - ギター
- バリー・バーニー (Barry Barney) - キーボード
- ビル・ボール (Bill Ball) - ベース
- フィル・チェスタートン (Phil Chesterton) - ドラム

シド・ベーコン死亡。モーリス･ベーコンがマネージメントを引き継いだ。彼はバンドのツアーにうんざりしていたので、既成のバンドジョ・ジョ・ガンにラブ・アフェアーとしてギグをさせる様プロモーターのバリー・コリングスに働きかけ、バンドのマネージャーとなった。

### 第11期-1 1976年
- マーティン・リヨン (Martin Lyon) - ボーカル
- ボブ・バナシアク (Bob Banasiak) - ギター
- イアン・ヘンダーソン (Ian Henderson) - ベース
- クリス・ノース (Chris North) - ドラム

### 第11期-2 1977年-1983年
- マーティン・リヨン (Martin Lyon) - ボーカル
- ボブ・バナシアク (Bob Banasiak) - ギター
- ジェリー・スティーヴンソン (Jerry Stevenson) - ギター
- イアン・ギボンズ (Ian Gibbons) - キーボード
- フィル・ミッチェル (Phil Mitchell) - ベース
- イアン・ヘンダーソン (Ian Henderson) - ベース
- ケヴィン・モリス (Kevin Morris) - ドラム
- クリス・ノース(Chris North) - ドラム

イングリッシュ・アサシンのメンバーが合流。この時期都合の良いメンバーがツアー、レコーディングに参加していた。リヨン、バナシアク、ミッチェル、ノースでアルバム『Just One Drink』録音。ノースは1980年に脱退。エニドに加入。

### 第11期-3 1983年-2005年
- マーティン・リヨン (Martin Lyon) - ボーカル
- ルーファス・ラッフェル (Rufus Ruffell) - ギター
- イアン・ギボンズ (Ian Gibbons) - キーボード
- フィル・ミッチェル (Phil Mitchell) - ベース
- クリス・ノース (Chris North) - ドラム

コンピレーション・アルバム『The New Recordings』『Greatest Hits』のための再録音源を録音。 

### 第12期 1999年
- モーガン・フィッシャー (Morgan Fisher) - ボーカル、キーボード
- ミック・ジャクソン (Mick Jackson) - ボーカル、ギター、ベース
- モーリス・ベーコン (Maurice Bacon) - ドラム、パーカッション

「It's A Love Affair」録音。

### 第13期-1 2006年10月-2007年末
- マーティン・リヨン (Martin Lyon) - ボーカル
- ルーファス・ラッフェル (Rufus Ruffell) - ギター
- デイヴ・デュレイク (Dave Dulake) - キーボード
- マイク・スティード (Mike Steed) - ベース
- モーリス・ベーコン (Maurice Bacon) - ドラム

### 第13期-2 2007年末-2008年1月
- マーティン・リヨン (Martin Lyon) - ボーカル
- テッド・トムリン (Ted Tomlin) - ギター
- デイヴ・デュレイク (Dave Dulake) - キーボード
- マイク・スティード (Mike Steed) - ベース
- モーリス・ベーコン (Maurice Bacon) - ドラム

### 第13期-3 2008年2月-2008年末
- マーク・サリヴァン (Mark Sullivan) - ギター、ボーカル
- デイヴ・デュレイク (Dave Dulake) - キーボード
- マイク・スティード (Mike Steed) - ベース
- モーリス・ベーコン (Maurice Bacon) - ドラム

+
- ジョニー・ワーマン (Johnny Warman) - ボーカル (ゲスト/2008.2.2のギグ以降)

### 第13期-4 2009年-
- マーク・サリヴァン (Mark Sullivan) - ギター、ボーカル
- デイヴ・デュレイク (Dave Dulake) - キーボード
- マイク・スティード (Mike Steed) - ベース
- モーリス・ベーコン (Maurice Bacon) - ドラム
- ロブ・ムーア (Rob Moore) - ボーカル

## ディスコグラフィ

### スタジオ・アルバム
- 『エヴァーラスティング・ラヴ・アフェアー』 - The Everlasting Love Affair (1968年 第4期-第5期)
- New Day (1971年 第6期) ※LA名義
- Just One Drink (1994年 第11期-2) ※1979年-1980年録音

### コンピレーション・アルバム
- The New Recordings (1985年 第11期-3) ※1982年-1983年録音。過去のヒット曲の再録も含む、カセットのみ
- Greatest Hits (1985年 第11期-3) ※1982年-1983年録音。過去のヒット曲の再録も含む、カセットのみ
- No Strings (2000年 第1期、第4期-第6期、第12期) ※第1期の未発表曲を含む
- Complete Collection Vol. 1 & 2 (2003年 第4期-第6期)
- Complete Collection Vol. 3 (2003年 第7期-3、第9期-2、第11期-2、第11期-3、第12期)

### シングル
- "She Smiled Sweetly / Satisfaction Guaranteed" (1967年 第1期)
- "Everlasting Love / Gone Are The Songs Of Yesterday" (1967年 第4期)
- "Rainbow Valley / Someone Like Me" (1968年 第4期)
- "Io Senza Te / Someone Like Me" (1968年 第4期)(A面は“Rainbow Valley”のイタリア語ヴァージョン)
- "A Day Without Love / I'm Happy" (1968年 第5期)
- "Un Giorno Senza Amore / A Day Without Love" (1968年 第5期)(A面は“A Day Without Love”のイタリア語ヴァージョン)
- "One Road / Let Me Know" (1969年 第5期)
- "Bringing On Back The Good Times / Another Day" (1969年 第5期)
- "Baby I Know / Accept Me For What I Am" (1969年 第5期)
- "Lincoln County / Sea of Tranquility" (1970年 第6期)
- "Speak Of Peace,Sing Of Joy / Brings My Whole World Tumbling Down" (1970年 第6期)
- "Wake Me I Am Dreaming / That's My Home" (1971年 第6期)
- "Help (Get Me Some Help) / Long Way Home" (1971年 第7期-3)
- "Let Me Dance / Love's Looking At You" (1973年 第9期-2)
- "Private Lives / Let A Little Love Come In" (1977年 第11期-2)
- "Witch Queen Of New Orleans / Stumbled On Love" (1988年 第11期-3)

### EP
- Build On Love (1969年 第5期)
- One Road (1969年 第5期)
- Everlasting Love (1981年 第11期-2)